# Шимваж
Шимва́ж (рос. Шимваж, марій. Оврашнур) — присілок у складі Гірськомарійського району Марій Ел, Росія. Входить до складу Пайгусовського сільського поселення.

## Населення
Населення — 20 осіб (2010; 31 у 2002).
Національний склад (станом на 2002 рік):
- марі — 94 %